# 張工
張 工（ちょう こう、1961年8月 - ）は、中華人民共和国の官僚、政治家。北京市出身。現職は天津市人民政府市長。中国共産党第19期中央候補委員。中国共産党第19回全国代表大会代表。第11期、第13期全国人民代表大会代表。

## 経歴
1961年8月、北京市で生まれる。1979年、北京工業大学一分校電氣工程系に入学した。1983年を卒業。大学卒業後、国立の北京電器研究所に入局、1994年2月に所長に就任。1992年4月に中国共産党入党。その後、北京変圧器工場長、北京機電工業控股（集団）有限責任会社副総経理、北京京城機電控股有限責任会社副総経理を歴任した。
2002年7月、政界に入り、北京市経済委員会（北京市発展改革委員会）副主任に任命し、2007年3月、主任と昇任した。2012年9月、北京市人民政府副市長に転任。2013年3月、北京市国資党委員会書記を兼務。さらに2015年4月には中国共産党北京市委員会秘書長を兼任する。
2018年10月、中華全国総工会副主席、書記処書記、党組副書記に転任。
2020年7月、国家市場監督管理総局党組書記に転任。翌月には同局局長を兼務する。
2022年5月、党務に転じて天津市に赴任し、天津市党委員会副書記に就任した。5月31日には天津市人民政府市長を兼任。